# Coelichneumon bivittatus
Coelichneumon bivittatus är en stekelart som först beskrevs av Matsumura 1912.  Coelichneumon bivittatus ingår i släktet Coelichneumon och familjen brokparasitsteklar. Utöver nominatformen finns också underarten C. b. sinicus.